# Robert Pollard
Robert Ellsworth Pollard, Jr. (Dayton, 31 ottobre 1957) è un cantautore e chitarrista statunitense, fondatore, leader e unico membro fisso del gruppo Guided by Voices; ha quasi 1000 canzoni registrate per la BMI; a suo nome o in collaborazione con altri musicisti ha pubblicato oltre un centinaio di album.

## Biografia
Pollard era un insegnante di quarta elementare, sposato con la moglie Kim, dalla quale ebbe i due figli Bryan e Erika.
Nel 1983 fondò a Dayton in Ohio un gruppo musicale, i Guided by Voices; il gruppo esordì con una serie di album autoprodotti nel 1987, ciascuno di quali venne stampato in proprio da Pollard stesso in poche centinaia di copie che vennero distribuite ai membri della sua famiglia e agli amici; tutti questi album rientrano già nel genere lo-fi, cosa ne fece dei precursori del genere che avrebbe caratterizzato famosi gruppi del decennio successivo come Pavement e Sebadoh. Per tutto questo primo periodo, Pollard, unico fulcro e anima creativa del gruppo, lavorava durante la settimana come insegnante elementare a Dayton e, nei fine settimana, si dedicava nel suo garage alla composizione e alla registrazione su un impianto a quattro tracce insieme ad alcuni amici. Tutti gli album vennero registrati con formazioni diverse di cui facevano però sempre parte Pollard e il chitarrista Tobin Sprout; constatato però lo scarso successo riscontrato sia di pubblico che di critica, Pollard decise di porre fine all'esperienza pubblicando nel 1992 un ultimo album, Propeller, che avrebbe dovuto essere l'ultimo del gruppo, nel quale raccolse materiale scartato dagli album precedenti; l'album venne stampato in 500 copie, ciascuna delle quali con una copertina realizzata appositamente a mano da amici e familiari; la critica di settore accolse a sorpresa positivamente questo ultimo lavoro e Pollard decise così di continuare la carriera di musicista. I Guided By Voices firmarono un contratto con la Matador Records che produsse e distribuì i nuovi album.
Pollard comincia a registrare e pubblicare con la Matador Records album anche come solista nel 1996, parallelamente ai Guided By Voices e ad altri progetti musicali paralleli. Questi dischi vennero incisi grazie alle collaborazioni di musicisti che in seguito entrarono a far parte della sua formazione, permettendo così l'esecuzione dal vivo di parte del materiale solista.
Dalla metà degli anni novanta, parallelamente all'impegno solista e con i Guided By Voices, incide innumerevoli EP, singoli, compilation e si dedica ad altri progetti sotto una sua etichetta che chiamò Fading Captain Series. Inoltre, sotto vari pseudonimi propone a vari musicisti di comporre, registrare e spedirgli delle basi musicali sulle quali incidere la sua voce. Tra questi figurano progetti come Airport 5, Circus Devils e Go Back Snowball.
Durante l'esistenza dei Guided by Voices, i cui album venivano pubblicati da noe etichette come la Matador o la Merge Records, le sue pubblicazioni da solista o in collaborazione con altri artisti, avvenivano attraverso alcune delle piccole etichette personali come la Rockathon, la Fading Captain o la Prom Is Coming. I Circus Devils vennero fondati nel 2001 insieme a ex membri dei GBV, Todd e Tim Tobias e si protrasse negli anni in parallelo ad altri progetti di Pollard, pubblicando una dozzina di album. Il progetto è caratterizzato da un approccio più sperimentale nella composizione della musica.
Nel 2004 decise di sciogliere i Guided By Voices per dedicarsi alla carriera solista e a numerosi progetti paralleli con altri musicisti oltre a fondare una nuova etichetta, la Guided by Voices Inc. Nel febbraio 2006 pubblica il disco From a Compound Eye. I successivi lavori in studio lo vedono affiancato dal polistrumentista Todd Tobias, che in passato si occupò della produzione di parecchi dischi dei Guided by Voices. Nel 2006, forma i The Ascended Masters, con Tommy Keene alla chitarra solista e tastiere, Dave Phillips alla chitarra, Jon Wurster alla batteria e Jason Narducy al basso, con lo scopo di dar vita ad un tour, ma per via della cancellazione di alcune date, il progetto viene accantonato.
Pollard chiude la Fading Captain Series per dare vita alla Prom is Coming, che chiamò inizialmente Record Company Records e che produsse un solo album, Silverfish Trivia del 2007; successivamente ne fondò un'altra, la Happy Jack Rock Records, con la quale produsse sia i suoi album da solista che quelli dei suoi progetti paralleli con altri artisti come Circus Devils, Boston Spaceships. Nel 2008, insieme a Chris Slusarenko e John Moen, fondò una nuova band, i Boston Spaceships, e lo stesso anno venne pubblicato il primo album, Brown Submarine, seguito fino al 2001 da altri quattro; alla registrazione dell'ultimo album, Let It Beard, partecipò anche Colin Newman dei Wire, J Mascis dei Dinosaur Jr., Steve Wynn (musicista) dei The Dream Syndicate e Mick Collins dei Dirtbombs; poi Pollard decise di sciogliere la band. In parallelo ai progetti principali e più prolifici e duraturo come quello dei Circus Devils, Boston Spaceships, prosegue l'attività solita che lo portò a produrre una ventina di album in circa un ventennio e altri album frutto di collaborazioni di più breve durata, come Cosmos, Mars Classroom, The Takeovers.
Nel 2010 riforma i Guided by Voices inizialmente per una serie di concerti e successivamente, dal 2012, per una nuova serie di album. Nel 2014 Pollard decise di interrompere nuovamente la vita del gruppo, interrompendo anche una serie di concerti che era già stata programmata. Pollard si dedicò quindi a una intensa attività di collaborazione con altri musicisti, producendo e pubblicando decine di album a suo nome o insieme ad altri musicisti in progetti paralleli come i Circus Devils. Sotto il nome di Teenage Guitar ha pubblicato due album che sono sostanzialmente lavori solisti.
Nel 2015, insieme a Kevin Fennell, Kevin March, Mitch Mitchell, Nick Mitchell, Paul Comstock, Peyton Eric e a Todd Tobias, fondo i Ricked Wicky con i quali pubblico tre album e sette singoli nello stesso anno.
Nel 2016 riportò in vita i GBV iniziando a pubblicare anche una nuova serie di album con il quale Pollard raggiunse - considerati anche quelli pubblicati come solista e alcuni progetti paralleli con altri musicisti - la quota di cento album pubblicati. Contemporaneamente, nel 2016 insieme a Doug Gillard, Mark Shue e Travis Harrison, fonda gli ESP Ohio che pubblicarono un album e due singoli sempre con la Guided By Voices Inc..

## Discografia

### Studio album
Long playing
- 1996 – Not in My Airforce
- 1998 – Waved Out
- 1999 – Kid Marine
- 2004 – Fiction Man
- 2006 – From a Compound Eye (CD/2xLP)
- 2006 – Normal Happiness
- 2007 – Standard Gargoyle Decisions
- 2007 – Coast to Coast Carpet of Love
- 2008 – Superman Was a Rocker
- 2008 – Robert Pollard Is Off to Business
- 2009 – The Crawling Distance
- 2009 – Elephant Jokes
- 2010 – We All Got Out of the Army
- 2010 – Moses on a Snail
- 2011 – Space City Kicks
- 2011 – Lord of the Birdcage
- 2012 – Mouseman Cloud
- 2012 – Jack Sells the Cow
- 2013 – Honey Locust Honky Tonk
- 2013 – Blazing Gentlemen
- 2015 – Faulty Superheroes
- 2016 – Of Course You Are

Minialbum
- 2003 – Motel of Fools
- 2007 – Silverfish Trivia

Extended playing
- 2005 - Zoom (7")
- 2005 - Music For "Bubble" (7")
- 2008 - Weatherman And Skin Goddess (12")
- 2019 - (Dislodge) The Immortal Orangemen (7")

Singoli
- 2005 - I'm a Strong Lion
- 2007 - Rud Fins
- 2007 - Spider Eyes
- 2007 - Current Desperation (Angels Speak Of Nothing)
- 2007 - Pill Gone Girl
- 2007 - Shadow Port
- 2007 - Count Us in
- 2007 - Dumb Lady
- 2008 - Youth Leagues
- 2008 - Folded Claws
- 2008 - When We Were Slaves
- 2008 - The Killers
- 2008 - Miles Under the Skin
- 2008 - The Butler Stands For All of Us
- 2010 - Silk Rotor
- 2013 - Tonight's the Rodeo
- 2013 - Return of the Drums
- 2015 - Take Me to Yolita/Up Up and Up

Box set
- 2013 - Cock Blocking the Romantics - Happy Jack Rock Records Singles Collection (raccolta di singoli)[28][29]

#### Teenage Guitar
Progetto solista sotto pseudonimo
- 2013 - Force Fields at Home
- 2014 - More Lies From The Gooseberry Bush

### Collaborazioni
Numerose iniziative musicali intraprese sotto l'etichetta musicale Fading Captain Series.

#### Robert Pollard with Doug Gillard
- 1999 - Speak Kindly of Your Volunteer Fire Department

#### Robert Pollard and the Soft Rock Renegades
- 2001 - Choreographed Man of War

#### Acid Ranch
Tracce d'archivio con Kevin Fennell e Mitch Mitchell
- 2002 - Some of the Magic Syrup Was Preserved (2xLP - primo doppio album di Pollard)
- 2005 - As Forever: A Manifesto of Fractured Imagination And Wreckless Living
- 2007 - "The Great Houdini Wasn't So Great"

#### Go Back Snowball
Formazione di Pollard con Mac McCaughan
- 2002 - Calling Zero

#### Hazzard Hotrods
Registrazioni del 1990 suonate con Tobin Sprout, Mitch Mitchell, e Kevin Fennell)
- 2000 - Big Trouble (riproposto come Bigger Trouble nel 2005)

#### Howling Wolf Orchestra
Registrazioni con vari membri dei Guided By Voices
- 2000 - Speedtraps for the Bee Kingdom (12" EP/CD)

#### Keene Brothers
Formazione di Pollard con Tommy Keene
- 2006 - Blues and Boogie Shoes

#### Lexo and the Leapers
Formazione di Pollard con i The Tasties
- 1999 - Ask Them (12" EP/CD)

#### Lifeguards
Formazione con Doug Gillard
- 2003 - Mist King Urth

#### The Moping Swans
Formazione di Pollard con Greg Demos, Jim MacPherson e Tony Conley
- 2005 - Lightninghead to Coffee Pot (12" EP/CD)

#### Nightwalker
Pseudonimo utilizzato per vecchie incisioni dei Guided by Voices
- 1999 - In Shop We Build Electric Chairs: Professional Music by Nightwalker 1984-1993

#### Phantom Tollbooth
- 2003 - Beard of Lighting

#### Psycho and the Birds
Todd Tobias accompagna le demo da solista di Pollard
- 2006 - All That Is Holy
- 2006 - Check Your Zoo (7" EP/CD)
- 2008 - We've Moved

#### The Takeovers
Formazione di Pollard con Chris Slusarenko
- 2006 - Turn to Red
- 2007 - Bad Football
- 2008 - Little Green Onion Man (EP)

#### Cosmos
- 2009 - Jar of Jam Ton of Bricks

#### Ricked Wicky
- 2015 - I Sell The Circus
- 2015 - Swimmer To A Liquid Armchair
- 2015 - King Heavy Metal

#### ESP Ohio
- 2016 - Starting Point Of The Royal Cyclopean
- 2016 - Lithuanian Bombshells (singolo 7")
- 2016 - Royal Cyclopean (singolo 7")

## Opere
- EAT (2003-2019): serie di 15 volumi che raccoglie i numerosi collage e poesie realizzate da Pollard; molti di questi furono impiegati in passato per molte copertine di album dei Guided By Voices.[30]